# Wulf Wilenski
Wulf (Wolf) Lejbowicz Wilenski (ros. Вульф (Вольф) Лейбович Виленский, lit. Vulfas (Volfas) Vilenskis, ur. 21 sierpnia 1919 w Kownie, zm. 15 stycznia 1992 w Bat Jamie) – radziecki wojskowy, Bohater Związku Radzieckiego (1945).

## Życiorys
Urodził się w żydowskiej rodzinie robotniczej. W 1936 ukończył technikum w Kownie, później był podoficerem litewskiej armii, po aneksji Litwy przez ZSRR mieszkał i pracował w Uzbeckiej SRR na stacji kolejowej. Od 1940 służył w Armii Czerwonej, w 1941 skończył szkołę piechoty, od czerwca 1941 walczył w wojnie z Niemcami, od 1943 należał do WKP(b). W walkach w rejonie Pojegów 11-13 października 1944 jako dowódca batalionu 249 pułku piechoty 16 Litewskiej Dywizji Piechoty 2 Gwardyjskiej Armii 1 Frontu Nadbałtyckiego w stopniu majora zabił wielu żołnierzy wroga i doprowadził do odparcia niemieckiego kontrataku; został wówczas ranny. Po wojnie ukończył Akademię Wojskową im. Frunzego, kierował katedrą wojskową Wileńskiego Uniwersytetu Państwowego, w 1972 został przeniesiony do rezerwy w stopniu pułkownika. W 1983 wyjechał do Izraela, gdzie działał w Związku Inwalidów Wojennych Izraela i napisał wspomnienia.

## Odznaczenia
- Złota Gwiazda Bohatera Związku Radzieckiego (24 marca 1945)
- Order Lenina (24 marca 1945)
- Order Czerwonego Sztandaru (dwukrotnie)
- Order Aleksandra Newskiego
- Order Wojny Ojczyźnianej I klasy
- Order Czerwonej Gwiazdy (dwukrotnie)

I medale.